# ロックマンワールド3
『ロックマンワールド3』（ロックマンワールドスリー、ROCKMAN WORLD 3）は、1992年12月11日に日本のカプコンから発売されたゲームボーイ用横スクロールアクションゲーム。

## 概要
同社による『ロックマンシリーズ』のゲームボーイ用ソフト第3作目。主人公のロックマンを操作し、Dr.ワイリーによって引き起こされた気象や交通機関の乱れの原因となるコンピュータの暴走を阻止することを目的としている。ベースとなる作品はファミリーコンピュータ用ソフト『ロックマン3 Dr.ワイリーの最期!?』（1990年）と『ロックマン4 新たなる野望!!』（1991年）。
開発は水口エンジニアリングが行い、第1作『ロックマンワールド』（1991年）に続きプロデューサーは藤原得郎、美術は稲船敬二が担当した他、音楽はゲームボーイ用ソフト『バイオニックコマンドー』（1992年）を手掛けた村田幸史が担当している。稲船は「『ワールド3』から出直そうってことで、自分としても力入れてやったなぁ」と語る。
2001年にニンテンドウパワーの書き換え用ソフトとして発売された他、2013年にニンテンドー3DS用のバーチャルコンソール対応ソフトとして配信された。

## ゲーム内容

### システム
ベース作品に『ロックマン4』（以下、『4』）が加わったことで、本作からチャージショットが使用可能となったほか、エディーがGB作品にて初登場した。また、一度クリアしたステージに再挑戦することもできるようになった（ただし、本作では後半4ステージに進んだ時点で前半4ステージは選択不可能になる）。前作ではオリジナルだった音楽も本作からはまたナンバリング作品がベースのものに戻っているが、ゲーム後半は『4』からの音楽に偏っている。稲船は「『ワールド3』『ワールド4』は同じ流れだよね」として「このへんは、うまく波に乗ってやってるかな」と評している。
難易度に関しては『ワールド』シリーズの中で最高の難易度と評されている。
『ワールド』シリーズでは唯一、宇宙へ行かず地上で決着をつける作品である。

### 特殊武器
ボスと同様、ナンバリング作品との相違点を中心に記述する。特記無きものは特徴はほぼ同じ。
ジェミニレーザー（GE） - ジェミニマンを撃破 - 消費エネルギー（2）
『3』と違い、武器画面を開いてレーザーを止めることができる。また最大反射回数が増加している。

サーチスネーク（SN） - スネークマンを撃破 - 消費エネルギー（1/2）

スパークショック（SP） - スパークマンを撃破 - 消費エネルギー（1）
『3』と違い、敵をショートさせた状態で武器チェンジが可能となっており、『ロックマン』、および『ロックマンワールド』のアイススラッシャーと同様の使い方が可能。

シャドーブレード（SH） - シャドーマンを撃破 - 消費エネルギー（1/2）

ドリルボム（DR） - ドリルマンを撃破 - 消費エネルギー（1）

ダストクラッシャー（DU） - ダストマンを撃破 - 消費エネルギー（1）
『4』と違い、2段ヒットしない。

ダイブミサイル（DI） - ダイブマンを撃破 - 消費エネルギー（1）

スカルバリアー（SK） - スカルマンを撃破 - 消費エネルギー（2）
『4』と違い、エネルギー弾に限り3発まで防ぐことができるようになった。

スクリュークラッシャー（PU） - パンクを撃破 - 消費エネルギー（1/8）
放物線を描いて飛ぶ回転ノコギリを発射する。射程は短いが、消費エネルギーが少なく、少し上にいる敵や下方向にいる敵に当てやすく威力も高い。

### その他の特殊武器
ラッシュコイル（RC） - スネークマンを撃破 - 消費エネルギー（2）
特徴はそれまでの作品とほぼ同じ。乗ると大ジャンプができる。

ラッシュジェット（RJ） - ダストマンを撃破 - 消費エネルギー（-）
乗ると、出現した方向に一定の速度で移動する。ナンバリング作品や前作『ロックマンワールド2』と異なり軌道変更は不可能。このため『ロックマン2』（以下『2』）で登場したアイテム2号と特徴が似ている。なおこの特徴は、『ワールド4』・『5』まで続く。
なお今作からラッシュマリンは、GB品においても廃止されることとなった。

### 備考
- ステージセレクトと決定デモのBGMは『4』のものが使用されており、そのためゲームボーイ作品では唯一のシリーズ伝統の決定BGMが使われた作品である。なお、ステージセレクトのボス配置はそれぞれナンバリング作品の位置を元に配置されているが、前半の『3』のボスのみスネークマンとジェミニマンの位置が異なる。
- パスワードのシステムは『2』および『ロックマンワールド』と同じ物が再び採用された（BGMはオリジナルだが、認証の成功と失敗では『4』のSEがそれぞれ使われている）。
- カウントが0になると爆発する足場「カウントボム」が初登場し、本作以降のロックマンシリーズにも採用された。
- 前作では前半ステージをクリアすると、すべてのラッシュの変形パターン（コイル・ジェット・マリン）を入手できたが、今作からは前半ステージでラッシュコイル、後半ステージでラッシュジェットを入手するという仕様に変更された。
- GB作品にてオリジナルボス撃破後にゲームオーバーになりステージ選択画面に行けば、オリジナルボスの特殊武器は没収されて再びオリジナルボスと戦って再び入手することになってしまう。しかし本作では、オリジナルボスの特殊武器は没収されず後半ステージに持ち越すことができるようになっている。それでも再度オリジナルボスのパンクと戦うことになるが、自身の特殊武器であるスクリュークラッシャーは効かない。

## ストーリー
各地域の気象、交通機関を管理するコンピュータが、Dr.ワイリーの手によって暴走を始めた。ワイリーの計画を阻止するため、ニューロックバスターを装備したロックマンは、新たな戦いの場に飛び込んでいく。

## 登場キャラクター

### メインキャラクター
DRN.001 ロックマン（Rockman）

Dr.ワイリー（Dr. Wily）

### ボスキャラクター
ナンバリング作品との相違点を中心に記述する。
『ロックマン3』から
DWN.019 ジェミニマン（Geminiman）
分身を解除した後、いきなりジェミニレーザーを放ってくる。

DWN.022 スネークマン（Snakeman）

DWN.023 スパークマン（Sparkman）
『ロックマン3』では立ち止まったあと8方向火花→大型火花（スパークショック）の順に放ってきたが、本作では立ち止まっての攻撃時にそのどちらかしか放たない。
また、大型火花をチャージしている間は無敵状態になる。

DWN.024 シャドーマン（Shadowman）
動きが非常にゆったりしている。
『ロックマン4』から
DWN.027 ドリルマン（Drillman）
地面に潜る、もしくは地中に現れた際に、ダメージを与えられるようになった。

DWN.030 ダストマン（Dustman）
ダストクラッシャーをスライディングで回避できない。

DWN.031 ダイブマン（Diveman）

DWN.032 スカルマン（Skullman）

### その他のボスキャラクター
RKN.002 パンク（Punk）
長所：我が道を行く / 短所：誤解を受けやすい / 好き：アクセサリー / 嫌い：PTA
Dr.ワイリーが開発したロックマンキラー第2号。全身に鋭いトゲが並んだ重武装なデザインをしている。正々堂々とした戦いを好む。
鋭い刃を持ち高速回転するエネルギー弾スクリュークラッシャーを装備している。自身も変形し凄まじい威力を持つ回転突撃が可能。
後に『ロックマンワールド5』『ロックマン10』で再登場する。
名前の由来は音楽の「パンク」から。

ジャイアントスージー（Giant Suzy）
中間ステージのボス。くっつきスージーの大型強化版。動作パターンは地形を這うものと地形を跳ねるものの2通り。体力が少なくなるにつれて動作スピードが速くなる。
通常のボス部屋前のシャッター通路と似た、狭い場所での戦いとなる。
前半と後半のワイリーの要塞に一体ずつ配置されている。

ワイリーマシン（Wily Machine）
対ロックマン用兵器。他作品のワイリーマシンと異なりドクロの意匠がない。第一形態は上昇、落下による体当たりとミサイル、第二形態は左右に装備された砲身から放つ弾で攻撃する。

## 移植版
| No. | タイトル                            | 発売日                     | 対応機種        | 開発元               | 発売元   | メディア                                      | 型式 | 備考 | 出典                 |
| --- | ----------------------------------- | -------------------------- | --------------- | -------------------- | -------- | --------------------------------------------- | ---- | ---- | -------------------- |
| 1   | ロックマンワールド3                 | 2001年3月1日               | ゲームボーイ    | 水口エンジニアリング | カプコン | フラッシュロムカセット （ニンテンドウパワー） | -    |      |                      |
| 2   | ロックマンワールド3                 | 2013年10月9日 2014年5月8日 | ニンテンドー3DS | 水口エンジニアリング | カプコン | ダウンロード （バーチャルコンソール）         | -    |      | [ 10 ] [ 11 ]        |
| 3   | ゲームボーイ Nintendo Switch Online | 2024年6月7日               | Nintendo Switch | 任天堂               | 任天堂   | ダウンロード                                  | -    |      | [ 12 ] [ 13 ] [ 14 ] |

## 評価
ゲーム誌『ファミコン通信』の「クロスレビュー」では合計21点（満40点）、『ファミリーコンピュータMagazine』の読者投票による「ゲーム通信簿」での評価は以下の通りとなっており、21.7点（満30点）となっている。
| 項目 | キャラクタ | 音楽 | お買得度 | 操作性 | 熱中度 | オリジナリティ | 総合 |
| 得点 | 3.8        | 3.5  | 3.7      | 3.7    | 3.6    | 3.3            | 21.7 |